# 싱부리

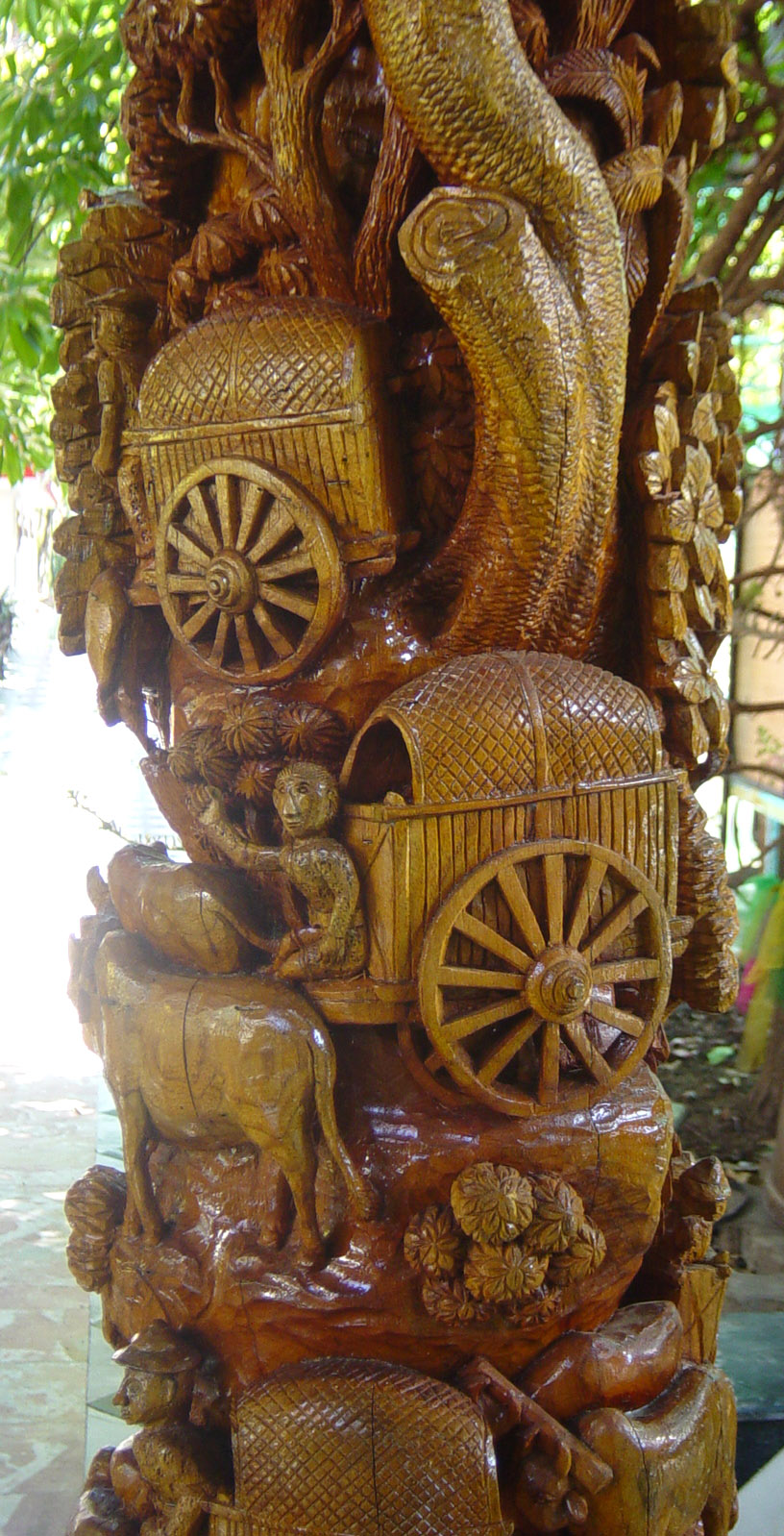

싱부리(Sing Buri)는 태국의 읍(테사반 므앙)으로 싱부리 주의 주도이다. 읍은 전체가 므앙싱부리 군에 포함된다. 2006년의 인구는 19,470명이다.